# Konstytucja Liechtensteinu z 1818 roku
Konstytucja Liechtensteinu z 1818 roku – pierwsza konstytucja Liechtensteinu. Została ona wprowadzona w 1818 roku przez księcia Jana I jako realizacja zobowiązań wynikających z przystąpienia do Związku Niemieckiego. Konstytucja utrwalająca absolutną władzę księcia przetrwała do 1862 roku.

## Geneza

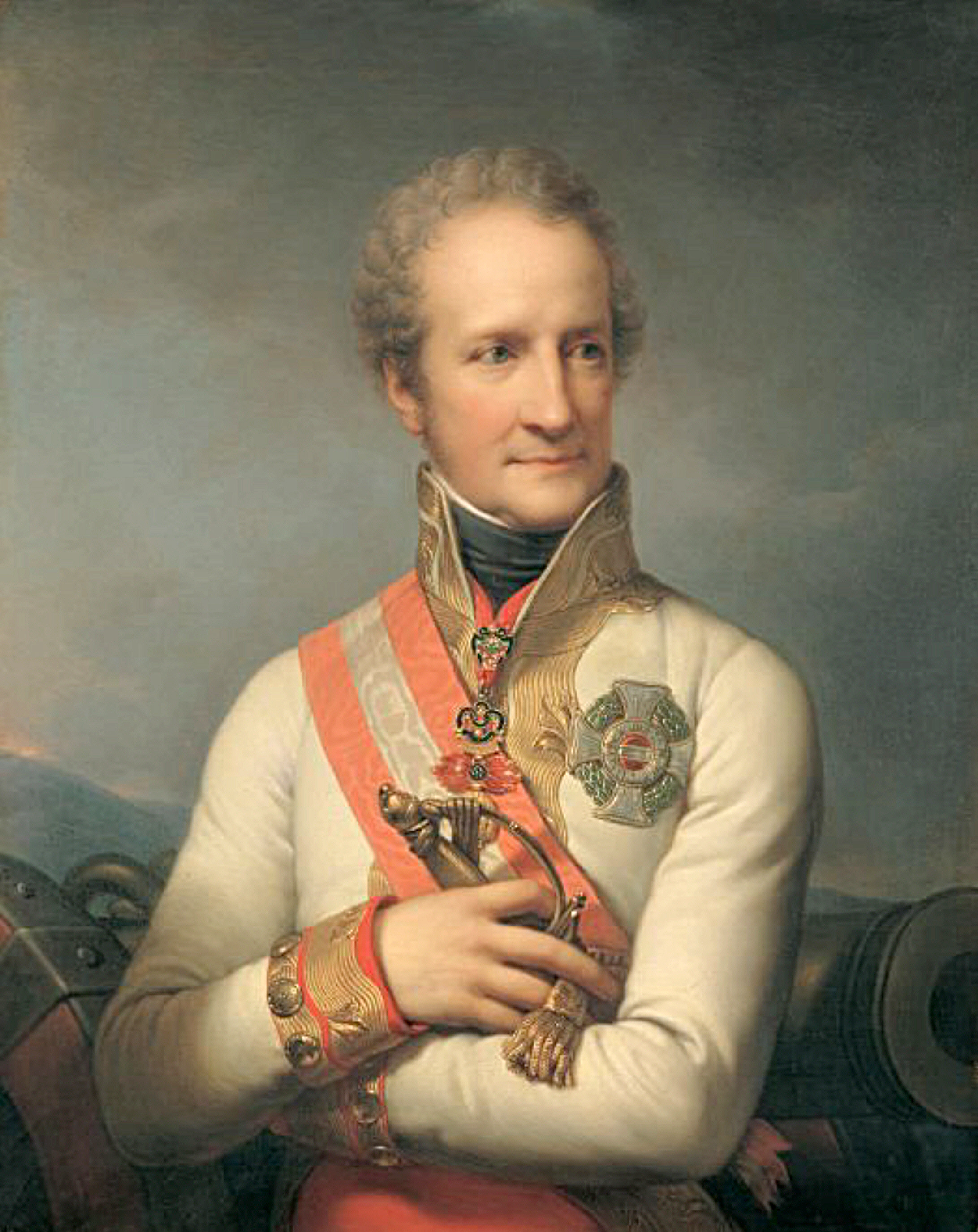
Pierwszą konstytucję Liechtensteinu wprowadził książę Jan I.

Pierwszym aktem prawnym uznającym suwerenność Liechtensteinu był zainspirowany przez Napoleona akt założycielski Związku Reńskiego. Książę Jan I Liechtenstein związany był jednak z Austrią, w związku z czym scedował swoją władzę na trzyletniego syna Karola. W wyniku porażki Napoleona książę Jan powrócił do władzy. Kongres wiedeński potwierdził suwerenność państwa, które miało stać się członkiem Związku Niemieckiego. Trzynasty artykuł Aktu Związkowego nakładał obowiązek wprowadzenia konstytucji, co książę Jan spełnił jako pierwszy z władców Związku 9 listopada 1818 roku.
Konstytucje bezpośrednio poprzedzały akty prawne wprowadzone w księstwie przez wójta krajowego Józefa Schlupplera. Działalność swoją rozpoczął od zniesienia urzędu landemanna. W 1808 roku zniesiono poddaństwo i wprowadzono księgi wieczyste. W 1812 roku wójt wprowadził w życie austriacki kodeks cywilny i karny. W tymże roku ustanowiono obowiązkowe szczepienia przeciw ospie, ochronę przeciwpożarową i włączono księstwo do systemu pocztowego Austrii. Schluppler zajmował się też nadawaniem ziemi i osuszaniem bagien. 

## Treść
Konstytucja o nazwie „Landständische Verfassung von Liechtenstein” zachowywała absolutną władzę księcia. Składała się ona z 17 artykułów. Konstytucja Liechtensteinu opierała się na podziale stanowym, który w warunkach księstwa sprowadzał się do rozbicia na duchowieństwo i chłopstwo. Władzą ustawodawczą był Landtag. Zbierał się on pod przewodnictwem komisarza książęcego co najmniej raz w roku, w przypadku nadzwyczajnych sytuacji możliwe było zwołanie jego dodatkowych posiedzeń (nielegalne było jednak przedłużanie sesji). Ustawy musiały być zgodne z prawem austriackim, były uchwalane absolutną większością głosów. Każda z uchwał trafiała do księcia, który mógł ją przyjąć lub odrzucić. Z punktów obrad wyłączona była polityka zagraniczna oraz sprawy osoby i majątku księcia.
W skład Landtagu wchodziło trzech deputowanych z duchowieństwa (2 z Vaduz i 1 z Schellenbergu), wybieranych dożywotnio przez władze kościelne. Chłopi zostawali deputowanymi po osiągnięciu dochodu powyżej 2500 guldenów. Dodatkowo stan reprezentowały osoby piastujące funkcję wójtów, sędziów i skarbników oraz wszyscy mężczyźni, których wiek przekraczał 30 lata, zaś dochód 2000 guldenów. 

## Próby zmian

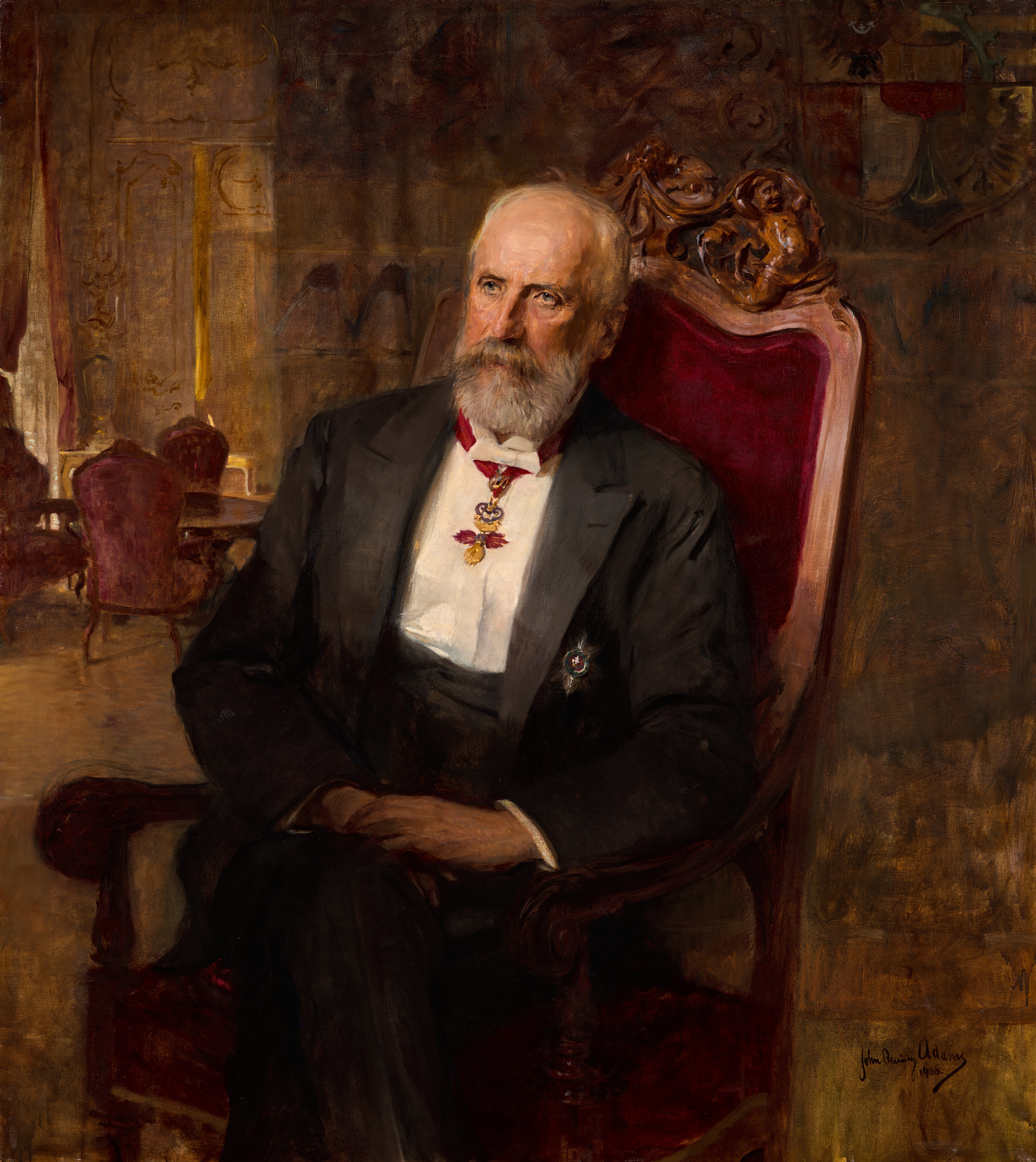
Inicjator nowej konstytucji książę Jan II Dobry.

Konstytucja przez pierwsze 30 lat funkcjonowała bez większych problemów. Wyzwaniem dla władającego księstwem Alojzego II stała się w 1848 roku Wiosna Ludów, która znalazła swe odzwierciedlenie również w Liechtensteinie. Księstwo było reprezentowane w parlamencie frankfurckim przez historyka Petera Kaisera, który opracował założenia pod nową konstytucję i doktora Karola Schädlera. W kraju zaś przedstawiciele stanów i okręgów żądali zmian w obowiązującej ustawie zasadniczej. Reakcją księcia była likwidacja zobowiązań feudalnych oraz powołanie komisji konstytucyjnej. Prace tej ostatniej był celowo opóźniane, zaś po wygaśnięciu protestów w Austrii i Niemczech książę zrezygnował z nowej ustawy zasadniczej. W zamian za to przeprowadził akcje mające rozładować sytuację, takie jak wprowadzenie hymnu narodowego (1850), osuszanie bagien, nawożenie ziemi i budowa dróg i wzmacnianie brzegów Renu. Księżna Franciszka utworzyła fundację w celu budowy sierocińców i pomocy biednym. Duże znaczenie dla księstwa miało podpisanie 5 lipca 1852 roku układu celnego z Austrią.
W 1858 roku zmarł książę Alojzy II, a na tron wstąpił jego syn Jan II. Nowy książę miał ambicję unowocześnienia kraju, do czego niezbędne miało być wprowadzenie nowej konstytucji. Dokument został proklamowany na zamku Eisgrub 26 września 1962 roku. Ustawa została napisana przez premiera Karola von Hausena, dra Karola Schädlera i Canona Wolfingera na podstawie założeń Petera Kaisera.